# Contrat commutatif en droit civil français
Pour un article plus général, voir Contrat commutatif.
En droit français, un contrat commutatif est un contrat qui, pour les parties contractantes, prévoit une équivalence de traitement. Il s'oppose au contrat aléatoire.
Une personne A achète un produit à une personne B. L'argent que va payer A représente exactement la valeur du produit que lui a vendu B.
L'article 1108 al. 1 du Code civil prévoit que « Le contrat est commutatif lorsque chacune des parties s'engage à procurer à l'autre un avantage qui est regardé comme l'équivalent de celui qu'elle reçoit ».
Autre exemple : le contrat de travail ; le salarié, en échange de son travail, reçoit une rémunération proportionnelle à celui-ci.